# Лодочная улица (Москва)
Ло́дочная у́лица (до 1968 года — Спорти́вная у́лица и Ло́дочный прое́зд, либо с 1965 года до 24 декабря 1968 года — Ло́дочный прое́зд) — улица, расположенная в Северо-Западном административном округе города Москвы на территории района Южное Тушино.

## История
Улица получила современное название в 1968 году после объединения Спорти́вной у́лицы и Ло́дочного прое́зда (по другим данным с 1965 года до 24 декабря 1968 года улица носила название Ло́дочный прое́зд). И историческое, и современное названия даны по многочисленным лодочным станциям на берегу Химкинского водохранилища, вдоль которого проходит улица.
Лодочная улица на участке от улицы Фабрициуса до причала на Химкинском водохранилище была расширена для транспортировки многоразового транспортного космического корабля Буран 2.01 от Тушинского машиностроительного завода до причала, где «Буран» был погружен на баржу.

## Расположение
Лодочная улица, являясь продолжением Строительного проезда, проходит от Сходненской улицы на восток вдоль Сходненского деривационного канала, с севера к ней примыкает Новопоселковая улица, улица проходит далее, пересекает улицу Свободы, по дуге поворачивает на север, проходя по берегу Химкинского водохранилища, также по дуге поворачивает на северо-запад, пересекает проезд Досфлота, улица поворачивает на запад и проходит до улицы Свободы, за которой продолжается как улица Фабрициуса. На Сходненской улице и улице Свободы у пересечения с Лодочной улицей расположены Западный и Восточный мосты через Сходненский деривационный канал. Нумерация домов начинается от Строительного проезда.

## Примечательные здания и сооружения
По нечётной стороне:
- д. 15, стр. 1а — спортивный комплекс «Салют»;
- д. 37, к. 4 — детский сад № 1802;
- д. 43 — бывший плавательный бассейн «Дельфин». Ныне - фитнес-центр

По чётной стороне:
- д. 18 — причал Химкинского водохранилища, на котором производилась погрузка космического корабля Буран на баржу, с 2004—22 июня 2011 года использовался для хранения космического корабля Буран 2.01.

## Транспорт

### Автобус
- Т: от Восточного моста до улицы Фабрициуса и обратно.
- с348: от улицы Фабрициуса до Восточного моста.

### Трамвай
- 6: от Строительного проезда до улицы Свободы и обратно.
- разворотное трамвайное кольцо «Восточный мост».

### Метро
- Станция метро «Сходненская» Таганско-Краснопресненской линии — севернее улицы, на пересечении Сходненской улицы и улицы Героев Панфиловцев с бульваром Яна Райниса и Химкинским бульваром.
- Станция метро «Тушинская» Таганско-Краснопресненской линии — южнее улицы, на проезде Стратонавтов.

### Железнодорожный транспорт
- Платформа «Тушинская» Рижского направления МЖД - южнее улицы, на проезде Стратонавтов.

## Известные жители
- Музыкант Гарик Сукачёв (д. 37)[4].